# Чезано Мадерно
Чезано Мадерно (итал. Cesano Maderno) је насеље у Италији у округу Монца и Бријанца, региону Ломбардија.
Према процени из 2011. у насељу је живело 36986 становника. Насеље се налази на надморској висини од 202 м.

## Становништво
Према резултатима пописа становништва 2011. у општини је живело 37.010 становника.
| 1936.  | 1951.  | 1961.  | 1971.  | 1981.  | 1991.  | 2001.  | 2011.  |
| ------ | ------ | ------ | ------ | ------ | ------ | ------ | ------ |
| 12.125 | 16.830 | 25.361 | 33.024 | 31.739 | 31.934 | 33.094 | 37.010 |

## Партнерски градови
- Valençay
- Кампомађоре
- Чернивци